# Споменик природе Две тисе Саборне цркве
Два заштићена стабла тисе (Taxus baccata L.) у порти Саборне цркве у Београду представљају примерке дендрофлоре чија врста на простору Србије представљају природну реткост.
Изузетан хабитус, импозантне дендрометријске вредности и старост преко једног века, стаблима дају посебну вредност, посебно због тога што се налазе у условима урбане средине.
Ови примерци четинара својим изгледом оплемењују простор испред Саборног храма, при чему дају посебан изглед овом споменику културе који је категорисан као непокретно културно добро од изузетног значаја за Републику Србију.

## Опште одлике
Споменик природе „Две тисе Саборне цркве“ се налази на подручју града Београда, у близини Калемегдана, на Косанчићевом венцу, у средишту најстаријег дела града. Заштићена стабла расту на Савској падини, на десној обали реке, у улици Кнеза Симе Марковића, у порти Саборног храма, засађена симетрично, десно и лево од главног западног улаза у порту, уз саму ограду.

## Карактеристике
Два стабла тисе у порти Саборне цркве су по први пут заштићена 26. новембра 1979. године, решењем број 352-82/79, а донео га је Општински комитет за комунално-стамбене и грађевинске послове општине Стари Град.

### Женско стабло
Прво заштићено стабло је женски примерак тисе, десно од улаза у порту, изузетног је хабитуса и изузетних дендрометријских вредности и велике старости. Типичан је представник своје врсте, одличног здравственог стања и виталности.
Поседује здраво, право дебло са кога на висини од 1,35 m полази један носећи стуб и више моћних грана неправилно распоређених чинећи симетричну, раскошну, пирамидалну крошњу препуну зелене масе. Стабло плодоноси богатим уродом семена, а црвене бобице су присутне скоро до пролећа.
Старост овог четинара се процењује на 110 година, а изузетним га чине и друге дендрометријске вредности утврђене премером на терену:
| Висина стабла              | 11,80 m |
| Обим дебла                 | 1,88 m  |
| Пречник крошње             | 13,10 m |
| Пречник дебла              | 0,60 m  |
| Висина дебла до прве гране | 1,35 m  |

### Мушко стабло
Друго заштићено стабло је мушки примерак тисе, лево од улаза у порту Саборног храма. Дебло се на висини од 2 m рачва у три носећа стуба са којих полазе неправилно распоређене гране другог и трећег реда чинећи крошњу. Овај четинар је добре виталности, али је у поређењу са првим нешто лошијег здравственог стања. На деблу је повећа вертикална пукотина у виду удубљења, ширине око 20 cm, која је санирана и заштићена. С обзиром на то да крошња досеже скоро до цркве - са те стране је редукована, проређена са мање лисне масе.
Основне дендрометријске карактеристике стабла:
| Висина стабла              | 13,30 m |
| Обим дебла                 | 1,83 m  |
| Пречник крошње             | 11,60 m |
| Пречник дебла              | 0,58 m  |
| Висина дебла до прве гране | 2,00 m  |

Старост овог четинара се процењује на 110 година.

## Оцена стања
Стабло тисе које је десно од улаза у порту Саборне цркве, поседује велику декоративну вредност захваљујући правилном хабитусу и раскошној крошњи. С обзиром на услове под којима опстаје, стабло је здраво и одличне виталности. Нема видљивих оштећења, а не примећују се ни фитопатолошка ни ентомолошка обољења.
Оба стабла тисе се налазе на простору који је поплочан бетонским плочама које досежу до дебла на пола метра, чинећи око њега слободан простор у виду круга, што омогућава продирање воде до корена. Доње гране крошње су подупрете, што говори о бризи стараоца која је евидентна и код другог стабла. Наиме, на деблу другог стабла је санирана и заштићена пукотина у виду мање дупље, а на месту рачвања дебла је метални обруч, чиме је спречено убрзано пропадање стабла.
Заштићене тисе су уз ограду која раздваја порту од улице, тако да обе крошње добрим делом наткривају тротоар и досежу до улице. За сада овај део крошње није угрожен.
Имајући у виду антропогени утицај, односно услове под којима опстају тисова стабла, за њихов даљи опстанак значајна је пажња и помоћ именованог стараоца у предузимању мера неге и заштите.